# Laos ai Giochi paralimpici
Il Laos è presente ai Giochi paralimpici estivi dall'edizione che si tenne nel 2000 a Sydney, in cui ha partecipato con 2 atleti nella disciplina del powerlifting. Da allora ha partecipato ad ogni edizione delle Paralimpiadi estive tranne quella di Atene del 2004, vincendo la prima ed unica medaglia nel 2008, con il bronzo di Eay Simay nel powerlifting maschile categoria fino a 48 kg. Non ha mai partecipato ai Giochi paralimpici invernali.

## Medagliere

### Giochi paralimpici estivi
| Giochi       | Oro | Argento | Bronzo | Totale | Pos. |
| ------------ | --- | ------- | ------ | ------ | ---- |
| Sydney 2000  | 0   | 0       | 0      | 0      | -    |
| Pechino 2008 | 0   | 0       | 1      | 1      | 59°  |
| Londra 2012  | 0   | 0       | 0      | 0      | -    |
| Rio 2016     | 0   | 0       | 0      | 0      | -    |
| Tokyo 2020   | 0   | 0       | 0      | 0      | -    |
| Parigi 2024  | 0   | 0       | 0      | 0      | -    |
| Totale       | 0   | 0       | 1      | 1      | 121° |